# اوسیج
اوسیج نامی است که به پیشوایان کیش دیویسنا داده شده‌است. در گات ها در یسنای ۴۴، بند ۲۰ (اشتود) از او یاد شده‌است و جز همین یک بار در هیچ‌جای دیگر اوستا از او نامی نیست و در گزارش پهلوی زند نیز همان واژه به کار رفته‌است. اوسیج با کرپن که آن هم نام گروهی از پیشوایان دیویسناست با کوی که نام دسته‌ای از فرمانگزاران و شهریاران دیویسناست، یکجا یاد گردیده است.